# Coulonges-sur-Sarthe
Coulonges-sur-Sarthe település Franciaországban, Orne megyében. Lakosainak száma 486 fő (2022. január 1.). Coulonges-sur-Sarthe Buré, Bures, Laleu, Le Mêle-sur-Sarthe, La Mesnière, Saint-Aubin-d’Appenai és Saint-Julien-sur-Sarthe községekkel határos.

## Népesség
A település népességének változása:
| Lakosok száma | 502  | 535  | 547  | 543  | 529  | 509  | 489  | 484  | 486  |
|               | 2013 | 2015 | 2016 | 2017 | 2018 | 2019 | 2020 | 2021 | 2022 |